# El Terrero, Salamanca
El Terrero är en ort i Mexiko.   Den ligger i kommunen Salamanca och delstaten Guanajuato, i den centrala delen av landet, 250 km nordväst om huvudstaden Mexico City. El Terrero ligger 1 827 meter över havet och antalet invånare är 387.
Terrängen runt El Terrero är varierad. Runt El Terrero är det ganska tätbefolkat, med 230 invånare per kvadratkilometer. Närmaste större samhälle är Salamanca, 15,6 km sydväst om El Terrero. Omgivningarna runt El Terrero är en mosaik av jordbruksmark och naturlig växtlighet.